# Slowakische Badminton-Mannschaftsmeisterschaft 2011
Die Slowakische Badminton-Mannschaftsmeisterschaft 2011 war die 18. Auflage der Teamtitelkämpfe in der Slowakei. Meister wurde BC Prešov.

## Endstand
| Platz | Team                 | Spiele | G U V  | Spielpunkte | Punkte |
| ----- | -------------------- | ------ | ------ | ----------- | ------ |
| 1     | BC Prešov            | 10     | 9 1 0  | 66:14       | 19     |
| 2     | Betpres Košice       | 10     | 8 0 2  | 60:20       | 16     |
| 3     | Spoje Bratislava     | 10     | 6 1 3  | 45:35       | 13     |
| 4     | TJ Lokomotiva Košice | 10     | 4 0 6  | 28:52       | 8      |
|       |                      |        |        |             |        |
| 5     | CEVA Trenčín         | 10     | 5 0 5  | 40:40       | 10     |
| 6     | BK MI Trenčín        | 10     | 4 0 6  | 38:42       | 8      |
| 7     | M-Šport Trenčín      | 10     | 3 0 7  | 31:49       | 6      |
| 8     | BK RODON Klenovec    | 10     | 0 0 10 | 12:68       | 0      |